# Шедивый, Ярослав
Ярослав Шедивый (чеш. Jaroslav Šedivý; 12 ноября 1929[…], Прага[…] — 28 января 2023) — чешский государственный деятель, министр иностранных дел Чешской Республики, дипломат и историк.

## Биография

### Детство
Родился в 1929 году в Миротице. Отец был прогрессивным учителем и социал-демократом, которого во время нацистской оккупации держали в заключении. После войны, отец вернулся домой с подорванным здоровьем и ещё более радикальными левыми взглядами, которые унаследовал от него и его сын.
Окончил гимназию в городе Писек.

### Образование и профессиональная карьера
В январе 1948 года вступил в Коммунистическую партию Чехословакии (KSČ).
В 1952 году получил образование по специальности история и Славистика в Философском факультете Карлова университета. В 1961 году получил степень доктора.
С 1952 года проходил срочную военную службу. Первый год службы провёл в школе унтер-офицеров при втором артиллерийском полку в Пльзене. На второй год службы был переведен в Прагу в 70-й стрелковый батальон, был переводчиком с чешского на русский язык для советского советника при военной контрразведке, которая входила в состав органов государственной безопасности. В 1954 году отказался от приглашения поступить на работу в военную контрразведку.
Работал в Славянском институте, а с 1957 года работал в качестве научного сотрудника Института международной политики и экономики.

### Репрессии
После вторжения в Чехословакию в августе 1968 года, был арестован и приговорён к 18 месяцам тюрьмы за «антигосударственную деятельность». Отсидел 6 месяцев, после чего президентское помилование заменило его приговор пятью годами условно.
После тюремного заключения, не мог вернуться к ученой работе и был вынужден работать подсобным рабочим. Был работником лесного хозяйства, водителем, мойщиком окон.

### Публицист
В эпоху «Нормализации» публиковал в самиздате ряд исследований и рецензий. Выпустил две книги под чужими именами: «Смиренная революция» (чеш. Pokořená revoluce) и «Меттерних против Наполеона» (чеш. Metternich kontra Napoleon).

### Дипломатическая служба
С сентября 1989 года стал работать в Прогностическом институте при АН ЧСР. После Бархатной революции в декабре 1989 года, перевелся на работу в Министерство иностранных дел Чехословакии по приглашению министра иностранных дел Иржи Динстбира.
В июле 1990 году стал послом Чехословакии во Франции. После распада Чехословакии оставался послом Чехии во Франции до декабря 1994 года.
В декабре 1995 по 1997 год — посол Чехии в Бельгии и Люксембурге.
В ноябре 1997 года вошёл в второе правительство Вацлава Клауса, после отставки министра иностранных дел Йозефа Зеленеца на фоне правительственного кризиса связанного с финансовым скандалом в ODS. Занимал также пост вице-премьера. После падения правительства вошёл в состав временного правительства Йозефа Тошовского, где также занимал должность вице-премьера и министра иностранных дел.
В 1999 по 2002 год — посол Чехии в Швейцарии.

### Семья
Был женат на Марии Шедивой. В браке родилась дочь Гана и сын Иржи.

## Награды
- Орден Почётного легиона (Франция)
- Орден «За заслуги» (Франция)
- Медаль «За заслуги» II степени (Чехия, 2002)
- Медаль Карла Крамаржа (Чехия, 2009)

### Общественные
- Почётная медаль Томаша Гаррига Массарика (Масариковское демократическое движение, 1998)